# Sphaeroma wadai
Sphaeroma wadai is een pissebed uit de familie Sphaeromatidae. De wetenschappelijke naam van de soort is voor het eerst geldig gepubliceerd in 1994 door Nunomura.